# 甘南景天
甘南景天（学名：Sedum ulricae）为景天科景天属的植物，为中国的特有植物。分布在中国大陆的青海、甘肃、西藏等地，生长于海拔3,000米至4,500米的地区，多生于冷杉林下，目前尚未由人工引种栽培。